# 日本歯科TC協会
日本歯科TC協会（にほんしかティーシーきょうかい、Japan Association for Dental Treatment Coordinator）は、歯科衛生士、歯科助手等の歯科医療従事者を対象とした資格認定制度を実施する一般社団法人である。TCとはトリートメントコーディネーターの略。

## 概要
2009年8月3日に設立され、現在は東京都文京区に事務所を置く。理事長は松尾通。

## トリートメントコーディネーター資格認定制度
トリートメントコーディネーター資格認定制度はコ・デンタルを対象とした4段階からなるクラスアップ資格認定制度である。Activity Leader（アクティヴィティーリーダー）、Basic Instructor（ベーシックインストラクター）、Advanced Instructor（アドバンスドインストラクター）、Master（マスター）の4クラス。各クラスごとに認定試験があり、順番に取得していく必要がある。

### 講習・試験
6つの「C」 (Communication, Coaching, Cure, Care, Cooperation, Commitment) を柱とし、患者コンサルティング、歯科最新知識、歯科経営やマネージメントについての講習会及び試験を行う。